# Морван (король Бретани)
Морва́н (брет. Morvan; погиб в 818) — король Бретани в 818 году. Руководитель антифранкского восстания. Предположительно, первый граф Леона (до 818 года).

## Биография
Происхождение Морвана точно не известно. Бретонские легенды из цикла «Barzaz Breiz», в которых он упоминается с прозвищем «Опора Бретани» (брет. Lez-Breizh), называют его родиной селение Призьяк. Ряд историков считает его первым графом Леона, однако это мнение основано только на ономастической близости его имени с именами, распространёнными в роду позднейших правителей этого графства. Предполагается, что центром владений Морвана была крепость, чьи остатки были обнаружены на холме Минес Морван около Лангонне.
Первые сведения о Морване относятся, вероятно, к последним годам правления императора франков Карла Великого, когда он принёс вассальную присягу этому правителю. Однако уже в 818 году Морван возглавил очередное антифранкское восстание бретонцев. В сообщающих об этом событии «Анналах королевства франков» и ряде других источников Морван наделялся титулом король, в то время как Теган называл его только герцогом. Сопоставляя эти данные, историки предполагают, что власть Морвана, вероятно, распространялась только на охваченные восстанием районы Бретани.
Надеясь разрешить конфликт мирными средствами, Людовик I Благочестивый направил к восставшим в качестве посла аббата Витхара, но Морван категорически отверг любую возможность нового подчинения бретонцев власти франков. В ответ император, собрав в Ване большое войско, вторгся в Бретань. Франкские анналы очень кратко описывают обстоятельства этого похода, сообщая лишь то, что бретонские земли были опустошены и что Морван был убит во время переговоров с франками королевским конюхом Хозлоном. Некоторые историки, основываясь на упоминании Морвана в документе из картулярия Редонского аббатства, датированном 3 февраля 821 года, и на сообщении Регино Приюмского о двух походах Людовика Благочестивого в Бретань, относят смерть Морвана к более позднему времени, чем 818 год. После гибели руководителя восстания бретонцы вновь подчинились власти правителя Франкской империи.
Историки XVII—XIX веков называли Виомарка, главу антифранкского восстания 822 года, сыном Морвана, считая его преемником отца как в графстве Леон, так и на престоле Бретани. Однако это мнение не подкреплено свидетельствами современных этим лицам исторических источников.